# Aktie Tomaat

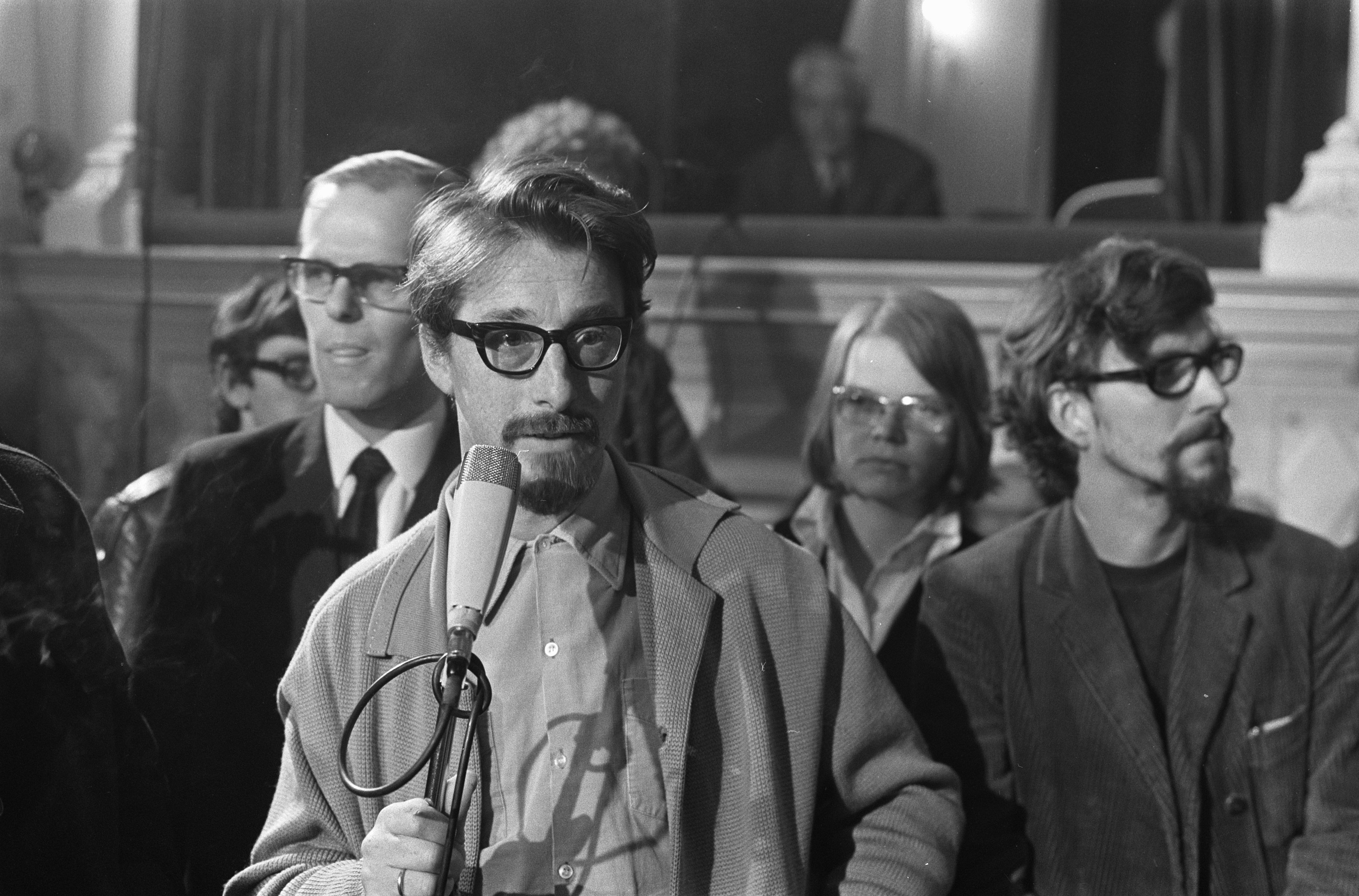
Regisseur Erik Vos discussieert met actievoerders in de Amsterdamse Schouwburg

Aktie Tomaat was een actie waarbij toneelschoolleerlingen uit onvrede tomaten gooiden naar acteurs tijdens het spelen van een toneelstuk.

## Inleiding
In de toneelwereld was steeds meer kritiek op de overheidbemoeienis. De critici vonden dat het subsidiesysteem van de overheid zorgde voor elitair theater dat maatschappelijk engagement miste. In 1969, tijdens de première van De Storm van Shakespeare door de Nederlandse Comedie onder regie van Han Bentz van den Berg, gooiden Lien Heyting en Ernst Kats van de Amsterdamse Toneelschool tomaten naar de acteurs. De eerste acteur die een tomaat naar zijn hoofd gegooid kreeg, was Willem Nijholt. Dit vond navolging en vijf maanden lang waren de theaters in de ban van Aktie Tomaat. In de muziekwereld was er de soortgelijke Aktie Notenkraker.

## Voorgeschiedenis
In de jaren zestig ontstonden er in Nederland allerlei stromingen die tegen de overheid en het establishment in verzet kwamen. Jongeren begonnen zich kritischer op te stellen ten opzichte van de consumptiemaatschappij. Alles wat hun ouders als vanzelfsprekend zagen, was in hun ogen rijp om aangepakt te worden. In het begin was het protest vredelievend. Zo waren er de happenings van de zelfbenoemde antirookmagiër Robert Jasper Grootveld bij het Amsterdamse beeld Het Lieverdje en kwam de Provobeweging opzetten. Het provoceren van de overheid was nog onschuldig, maar langzamerhand verhardde het verzet, zeker toen er door de overheid hard werd opgetreden. Er werd massaal gedemonstreerd tegen de oorlog in Vietnam en de boodschap van liefde en vrede werd verder uitgedragen door de hippiebeweging die in 1967 opkwam. De situatie werd grimmiger toen studenten meer inspraak begonnen te eisen in universiteitsbesturen. In mei 1968 sloeg in Parijs de vlam in de pan met diverse stakingen van studenten en scholieren. Al snel gingen duizenden arbeiders in Frankrijk mee met het protest en even leek het alsof er een echte revolutie was uitgebroken, maar de protesten verstomden. In Nederland bleef het onrustig. In mei 1969 bezetten studenten het Maagdenhuis in Amsterdam om hun eisen tot inspraak meer kracht bij te zetten. Ook in de kunstwereld roerden studenten en sympathisanten zich. Studenten van het conservatorium en componisten verstoorden concerten met de Aktie Notenkraker. In oktober 1969 vloog ook de eerste tomaat in de richting van het toneel.

## Het Nederlandse toneel in de jaren vijftig en zestig
Na de Tweede Wereldoorlog was in de ogen van veel Nederlanders de toneelwereld besmet geraakt. De Duitse bezetter eiste dat acteurs zich inschreven bij de Kultuurkamer. Wie dat niet deed, kreeg een verbod om nog langer te acteren. Veel acteurs die zich hadden laten inschrijven werden na de oorlog met de nek aangekeken. De wereld van het toneel onderging een zuivering. Was voor de oorlog het toneel nog het domein geweest van commerciële gezelschappen zonder overheidssubsidie, na de oorlog ontstond het omgekeerde. De overheid wilde een rol spelen bij de opvoeding van de door de oorlog geschokte jeugd. Nederland moest in de jaren van wederopbouw een beschaafd land worden, en zich wapenen tegen de oppervlakkige massacultuur van de VS. Om die reden wilde de staat dat er goede toneelstukken te zien zouden zijn en dat iedere Nederlander in welke sociale klasse ook die stukken moest kunnen zien. De overheid ging toneelgezelschappen subsidie verlenen en verwierf daarmee het recht om zich te bemoeien met de keuze van het repertoire. Deze aanpak leverde niet het beoogde resultaat, met name 'de gewone man' ging juist niet naar het gesubsidieerde toneel. In de toneelwereld groeide de onvrede over het nieuwe systeem. Het werd bijna onmogelijk om nieuwe toneelgezelschappen op te richten omdat alle subsidie naar de bestaande gezelschappen ging. Daarnaast konden de bestaande gezelschappen zich weinig experimenten veroorloven omdat een verandering kon leiden tot korten of stoppen van de subsidie. Tussen 1965 en 1969 groeide het protest. Overal eisten studenten en werknemers inspraak en ook de toneelwereld eiste meer engagement in de repertoirekeuze.

## Rotte tomaten
De traditionele Nederlandse toneelgezelschappen stonden inmiddels onder zware druk. De Nederlandse Comedie bijvoorbeeld kreeg van critici zware kritiek op haar repertoirekeuze. Guus Oster en Han Bentz van den Berg, die de artistieke leiding hadden, zouden niet met hun tijd meegaan. Oster en Bentz van den Berg besloten tot vernieuwing over te gaan en meer hedendaagse stukken te programmeren. Ze trokken regisseur Erik Vos aan om het gezelschap te verfrissen en moderniseren. Maar het was al te laat, tijdens de voorstelling van De Storm, van Shakespeare, op 9 oktober 1969 wierpen Lien Heyting en Ernst Kats de eerste tomaten. Acteur Willem Nijholt was het eerste slachtoffer. Heyting en Kats waren tweedejaars studenten dramaturgie aan de Amsterdamse Toneelschool. De studenten vonden dat er ongeïnspireerd werd geacteerd en dat de regieopvattingen achterhaald waren. Het was een impulsieve actie die nog niet tot veel onrust leidde. Sommige acteurs merkten het niet eens. Wel gingen enige toeschouwers in discussie met de studenten. Om de actie meer kracht bij te zetten werd ook de voorstelling van de Nederlandse Comedie van het stuk Toller op 17 oktober verstoord. Nu ontstonden er heftige discussies tussen acteurs en de artistieke leiding van de Nederlandse Comedie enerzijds en de studenten anderzijds. Twee radencommunisten, als figurant geïnfiltreerd bij de Nederlandse Comedie, beëindigden op zaterdag 22 november de voorstelling van het toneelstuk Toller onder regie van Walter Tillemans in de Stadsschouwburg van Amsterdam; ze werden daarbij gesteund door partijgenoten in het publiek die rookbommen gooiden. In Brussel ontruimde de politie op zaterdag 13 december met harde hand de Beursschouwburg na een actie van jonge acteurs bij een opvoering van De Nonnen. Het toneelseizoen van 1969-1970 werd totaal ontregeld. Ook voorstellingen van andere gezelschappen, zoals het Nieuw Rotterdams Toneel werden verstoord.

## Gevolgen
De gevolgen van de actie waren groot. Er kwam ruimte voor nieuwe gezelschappen met een meer experimenteel karakter. De gezelschappen werden meer gespreid over het land en naast de grote gezelschappen met traditioneel repertoire kwam ruimte voor kleinere gezelschappen met vooral jonge acteurs. Het ministerie van CRM kwam in 1976 met de nota Kunst en Beleid, waarin in feite de wensen van de Aktie Tomaat werden geconcretiseerd. Sociale en geografische spreiding was het nieuwe motto. Overal in Nederland ontstonden ook theaters speciaal voor kleinere gezelschappen, zoals de Toneelschuur in Haarlem. Er kwam ruimte voor jeugd-, marge- en vormingstheater, met als gevolg meer voorstellingen en een gevarieerder aanbod.
Minder prettig waren de gevolgen voor sommige acteurs van de gevestigde theatergezelschappen die tijdens de Aktie Tomaat letterlijk getroffen werden. Willem Nijholt raakte in een depressie en verliet zelfs tijdelijk het toneel. Ook Ellen Vogel was niet blij met de scheldpartijen en verstoringen van haar optredens. Pas na acht jaar kreeg ze een beetje het plezier in acteren terug. Sommige acteurs stopten met acteren of vertrokken naar het buitenland. Ellen Vogel zei in de documentaire Allemaal Theater dat de Aktie Tomaat voor sommige acteurs het 'einde' inluidde. Volgens haar zijn Bentz van den Berg en Ank van der Moer 'als het ware vermoord' door de actie.

## Externe bron
- Aktie Tomaat